# Teatro Real de Toone

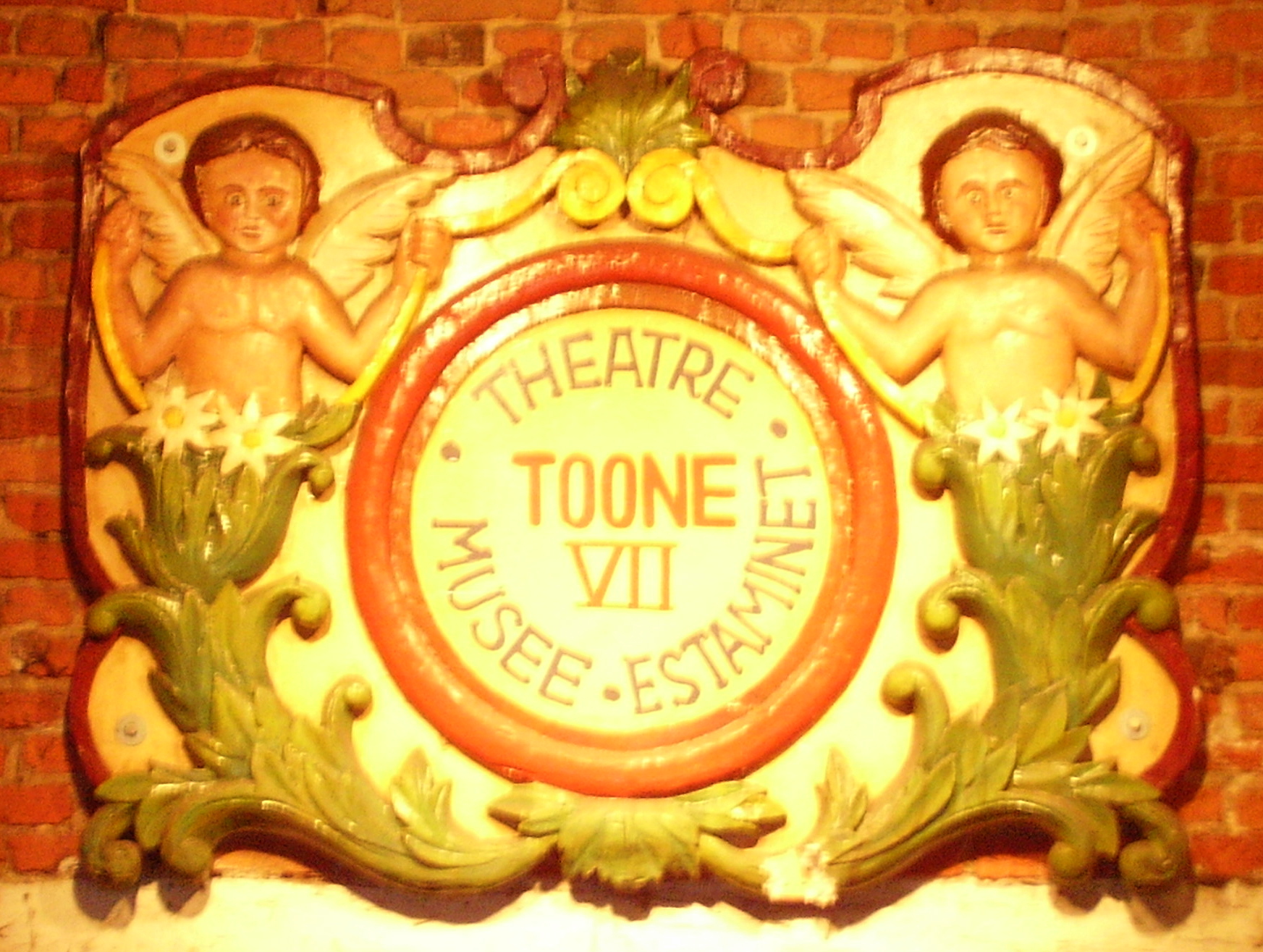
Cartel del teatro real de Toone.

El Teatro real de Toone, situado en el Impasse Sainte-Pétronille, n.º 66 de la calle del Marché-aux-Herbes, en Bruselas, Bélgica, es un teatro de marionetas de tradición popular. Fue creado en 1830.